# Alexander Neumüller
Alexander Neumüller (ur. 2 marca 1966 w Salzburgu) – austriacki zapaśnik walczący w stylu klasycznym. Olimpijczyk z Seulu 1988, gdzie zajął dziewiąte miejsce w kategorii 130 kg.
Czterokrotny uczestnik mistrzostw świata, czwarty w 1990 i szósty w 1987. Zajął szóste miejsce na mistrzostwach Europy w 1990 i 1991. Wojskowy wicemistrz świata w 1988 roku.
- Turniej w Seulu 1988

Pokonał reprezentanta Czechosłowacji Lubomíra Davida oraz przegrał z Duane’em Koslowskim ze USA i zawodnikiem ZSRR Aleksandrem Karielinem.